# مجازسنجی
مجازسنجی مطالعهٔ جنبه‌های کمّی اینترنت در جایگاه یک کل، با تأکید بر آن بخش از وب که اطلاعات آن را استفاده کنندگان تهیه و تکمیل می‌کنند (مانند وب سایت‌های شبکه‌های اجتماعی و وبلاگ‌ها)، است. بنابراین اگر همهٔ خدمات اینترنت نظیر وب، پست الکترونیکی، گروه‌های مباحثه، گفتگوها و مانند آن را در نظر بگیریم، با پدیده‌ای بنام مجازسنجی آشنا خواهیم شد. که نسبت به وب سنجی فراگیرتر است و بعبارتی وب سنجی شاخه‌ای از آن محسوب می‌شود.
به این ترتیب مجازسنجی به مطالعهٔ کل اینترنت نظر دارد و به لحاظ دامنهٔ فعالیت، نسبت به وب سنجی گسترده‌تر است.
همچنین قابل ذکر است که هم سنجش وب ۲ و هم وب سنجی، به لحاظ مفهومی نسبت به مجازسنجی اخص تر محسوب می‌شوند و درواقع، جزء موضوع‌های زیر مجموعهٔ مجازسنجی به‌شمار می‌روند.

## رابطه مجازسنجی با سایر حوزه‌های سنجشی
بجورنبورن وب سنجی را به‌طور کامل، درون حوزهٔ مجازسنجی قرار داده است؛ از طرفی حوزهٔ مجازسنجی از مرزهای کتاب سنجی فراتر رفته‌است زیرا برخی از فعالیت‌ها در فضای مجازی اغلب ثبت نمی‌شوند، مانند مکالمات هم زمان در اتاق‌های گفتگو. بنابراین بخشی از دایرهٔ مجازسنجی که به سنجش و ارزیابی این نوع اطلاعات اینترنتی می‌پردازد، خارج از دایرهٔ کتاب سنجی قرار گرفته‌است. همچنین مطابق نظر بجورنبورن، مطالعات مجازسنجی در این فعالیت‌ها هنوز برای حوزهٔ کلی اطلاع سنجی به مثابهٔ مطالعهٔ جنبه‌های کمّی اطلاعات در هر شکل و گروه اجتماعی است.